# Den som vakar i mörkret (film)
Irene Huss - Den som vakar i mörkret är en svensk thriller från 2011. Det är den första filmen i den andra omgången om kriminalkommisare Irene Huss.

## Handling
Två scouter hittar en grav med en död kvinnokropp på ett ödsligt fält. När Irene Huss och hennes team börjar undersöka fallet hittas fler gravar med döda kvinnokroppar tillsammans med ett personligt föremål. En seriemördare är i farten och den enda kopplingen mellan offren är att de är medelålders kvinnor. Samtidigt känner sig Irene förföljd.

## Rollista (urval)
Återkommande:
- Angela Kovács - Irene Huss
- Reuben Sallmander - Krister Huss
- Mikaela Knapp - Jenny Huss
- Felicia Löwerdahl - Katarina Huss
- Lars Brandeby - Sven Andersson
- Dag Malmberg - Jonny Blom
- Anki Lidén - Yvonne Stridner
- Moa Gammel - Elin Nordenskiöld
- Eric Ericson - Fredrik Stridh

I detta avsnitt:
- Jonas Karlström - Daniel Börjesson
- Catherine Hansson - Ulla Dahlsten
- Jeanette Holmgren - Marie Karlsson
- Stig Engström - Jonathan Lindberg
- Oskar Nyman - Den äldre brodern
- Oscar Berntsson - Den yngre brodern
- Niclas Fransson - Klicken Söderlund
- Helén Söderqvist-Henriksson - Angelica Malmborg-Eriksson
- Åsa Fång - Försvarsadvokaten